# Contea di Pitkin
La contea di Pitkin in inglese Pitkin County è una contea dello Stato del Colorado, negli Stati Uniti. La popolazione al censimento del 2000 era di 14 872 abitanti. Il capoluogo di contea è Aspen.

## Città e comuni
- Aspen
- Snowmass Village